# Ras Imru
Le'ul Ras Imru Hajle Selasije (tudi Imiru) (amharsko ዕምሩ፡ኃይለ፡ሥላሴ), etiopski vojaški poveljnik, politik in diplomat, * 23. november 1892, Gursum, Harar, Etiopija, † 15. avgust 1980, Adis Abeba.
Ras Imru je bil sin bratranca Hajla Selasija I. in je odraščal skupaj z njim. Med letoma 1908 in 1910 je bil viceguverner Derase, med 1910 in 1915 guverner Jarsa, med 1915 in 1916 Džižige, med 1916 in 1917 Hararja, med 1918 in 1929 Vola, med 1929 in 1935 Godžama, ter med 1944 in 1945 guverner Begamedra.
V času med 1. majem in 17. decembrom 1936 je bil Ras Imru regent Hajla Selasija I., ki je bil od 2. maja do 5. maja 1941 v izgnanstvu. Hajle Selasije I. se je z družino 2. maja najprej napotil v Džibuti. Rasa Imruja je 9. maja 1936 kot vladar Etiopije zamenjal italijanski kralj Viktor Emanuel III. 18. decembra se je Ras Imru predal Italijanom pri reki Godžeb. Zaprli so ga in ga kot zapornika odvedli v Italijo. Po vojni se je vrnil v domovino. Nato je bil svetovalec na dvoru in etiopski veleposlanik v ZDA (1949–1953), Indiji (1954–1959) in Sovjetski zvezi (1960). Bil je privrženec socializma in je razdelil svoja posestva svojim podložnikom veliko pred revolucijo. 
Med 12. decembrom in 15. decembrom 1960 je bil Ras Imru za kratek čas ministrski predsednik. 
Ras Imru je bil edini moški član dvora, ki ga Derg ni zaprl. Tudi pokopali so ga z vsemi državniškimi častmi.